# 総腓骨神経
総腓骨神経（そうひこつしんけい）は、坐骨神経に由来する脛骨神経とならぶやや径の大きな神経で、解剖学的正位で、下腿部においては、膝窩の上方で腓骨に沿って外側を走行する。膝窩で外側腓腹皮神経、腓骨頭を回って、浅腓骨神経及び深腓骨神経に分枝する。

## 支配筋
- 大腿二頭筋（短頭）

## 総腓骨神経麻痺
- 原因としては外傷、圧迫、ギプス固定、神経炎、腰椎仙椎の疾患、大腿骨骨折、股関節脱臼などが考えられる。
- 症状は下垂足（内反尖足）。鶏歩、足関節背屈不能などの運動麻痺。下腿外側背側、第二中足骨周辺部の知覚異常。
- 治療穴は足三里穴、陽陵泉穴、懸鐘穴